# ССД Палермо
Сочиета Спортива Дилетантистика Палермо (на италиански: Società Sportiva Dilettantistica Palermo) или само Палермо, e италиански футболен клуб от град Палермо, Сицилия.
Сформиран е през 1900 г. като Англо Палермитан Атлетик и Футбол Клуб, а през 1987 г. е преоснован като Унионе Спортива Чита ди Палермо.
Официалните цветове на клуба са розово и черно, откъдето идва прозвището „розанери“. Другото прозвище на отбора е „орлите“, заради орелът, който присъства в емблемата на клуба и в знамето на града Палермо.
Играе домакинските си мачове на Стадио Ренцо Барбера, известен като „Ла Фаворита“. Построен е през 1932 г., но е обновен в късните 80-те години и служи като един от стадионите на световното първенство в Италия през 1990 г.
През лятото на 2019 г. УС Чита ди Палермо е отстранен от Серия Б, след което е преоснован като ССД Палермо и започва участие в Серия Д.

## История
Клубът е основан на 1 ноември 1900 г. под името Англо Палермитан Атлетик и Футбол Клуб с екипи в син и червен цвят. През следващите няколко години следват не особено значими и епизодични изяви. През 1905, 1906 и 1908 г. отборът играе с Месина за купата Уитакър като я печели през 1908 г. През 1907 г. е осъществено преименуване на клуба на Палермо футболен клуб, а цветовете са променени на розов и черен, символизиращи според основателите радостта и тъгата от издигането и падението във футбола. До 1916 г. Палермо печели 5 пъти турнира за купата Липтън - състезание за отборите от Южна Италия и Сицилия, след което временно преустановява активност поради започването на Първата световна война.
Първият значим успех на клуба е през 1920 г., когато печели шампионата на Сицилия. През следващите сезони се състезава в местния шампионат и трето ниво на италианския футбол. През сезон 1929/30 става първенец в Група Д (за южни отбори) на трета дивизия и влиза в Серия Б, където през 1931/32 завършва на първо място и си спечелва участие в Серия А. На 24 януари 1932 г. официално е открит стадионът на клуба - „Ла Фаворита“, и годината е особено радостна за отбора, тъй като само 4 месеца по-късно се класират в Серия А. В първия ешелон клубът оцелява едва 4 сезона, като най-доброто му класиране е 7-о място през 1934/35. Следващите 3 сезона поред Палермо завършва в Серия Б пак на 7-о място, а в турнира за купата на Италия се представя доста добре и достига до 1/16 и 1/8-финали. През 1939/40 едвам успява да се спаси от изпадане, но поради финансови проблеми клубът е изваден от Италианската футболна федерация. На следващия сезон се обединява с местния Ювентина, завършва на първо място в групата си в Серия Ц и влиза в Серия Б. През сезон 1947/48 отново се завръща в Серия А.
Между 1948 и 1953 г. Палермо играе 6 сезона поред в Серия А и стига до 10-о място през 1950/51. До началото на 60-те години клубът няколко пъти влиза и изпада от Серия А. През това време клубът дебютира и на европейската футболна сцена. Взима участие в турнирите за купата Митропа и Копа деле Алпи, но без някакъв значим успех. През 1967/68 се завръща в Серия А, но отпада през 1969/70. През 1972/73 Палермо отново играе в Серия А, но изпада още през същия сезон и успява да се завърне чак 30 години по-късно.
През 1973/74 отборът достига до финал за купата на Италия срещу Болоня, които по това време се състезават в Серия А. След 1:1 в редовното време и продължения, Болоня печели с дузпи. Купата се изплъзва на Палермо още веднъж - на финала през 1978/79, когато завършват 1:1 с Ювентус в редовното време, но допускат гол в продълженията.
През сезон 1983/84 клубът изпада в Серия Ц1, но се връща още на следващата година. През 1986 г. обаче се повтаря кошмарът отпреди 45 години. Палермо отново е изваден от Италианската футболна федерация, поради финансови проблеми. Клубът е основан наново като Unione Sportiva Città di Palermo и през следващия сезон е допуснат до участие в Серия Ц2, където завършва на първо място. Следващите 3 сезона прекарва в Серия Ц, като 3 пъти играе на финал за купата на Серия Ц, но губи срещу Лукезе (през 1987/88) и 2 пъти срещу Монца (1989/90 и 1990/91). През 1991/92 играе в Серия Б, но само един сезон. През следващия обаче Палермо печели и Серия Ц1, и купата на Серия Ц на финала срещу Комо. До 1997 г. се задържа в Серия Б, като през сезон 1995/96 достига до 7-о място и 1/4-финал за купата на Италия.
През март 2000 г. клубът е закупен от Франко Сенси, собственик и президент на първодивизионния Рома. Дълго очакваното влизане в Серия Б се осъществява през сезон 2000/01, когато Палермо завършва на първо място в Група Б на Серия Ц1. През 2002 г. идва нов собственик на клуба – Маурицио Дзампарини, и започва възхода на Палермо. През сезон 2003/04 отборът завършва на първо място в Серия Б и след 30-годишно прекъсване се завръща отново в Серия А.
Следващите сезони са успешни за клуба, който успява да завърши в горната половина на таблицата. Шестото място през 2004/05 дори ги класира в турнира за Купата на УЕФА за сезон 2005/06, където достигат до 1/8-финал, но отпадат от Шалке 04. Следващите два сезона Палермо завършва на 5-о място и отново играе в същия евротурнир, като през 2006/07 елиминира английския Уест Хям, но отпада в групите, а през 2007/08 е елиминиран в плейофа за влизане в групите от чешкия Млада Болеслав след продължения.
През сезон 2010/11 Палермо отново играе в Лига Европа, но отпада още в групите. В Италия обаче достига до финал за купата на Италия, където губи от Интер с 1:3. Осмото място в Серия А им отрежда право за участие в Лига Европа и през следващия сезон, но там отпадат от швейцарския Тун в третия кръг. Клубът завършва на 16-о място в Серия А през този сезон и се спасява от изпадане. Неизбежното обаче се случва през следващия 2012/13, Палермо завършва на 18-о място и изпада в Серия Б. Следва отново завръщане и изпадане след сезон 2016/17.

## Известни футболисти
Фабрицио Миколи
- Лука Тони (2003–2005)
- Фабио Гросо (2004–2006)
- Андреа Бардзали (2004–2008)
- Амаури (2006–2008)
- Фабио Симплисио (2006–2010)
- Салваторе Сиригу (2006–2011)
- Единсон Кавани (2007–2010)
- Марко Амелия (2008–2009)
- Симон Кяер (2008–2010)
- Федерико Балдзарети (2008–2012)
- Хавиер Пасторе (2009–2011)
- Абел Ернандес (2009–2014)
- Йосип Иличич (2010–2013)
- Пауло Дибала (2012–2015)
- Франко Васкес (2012–2016)
- Андреа Белоти (2013–2015)

## Български футболисти
- Ивайло Чочев: 2014/17 - (75 мача - 6 гола)

## Успехи
- Купа на Италия

- Второ място (3): 1973/74, 1978/79, 2010/11

- Серия Б

- Шампиони (5): 1931/32, 1947/48, 1967/68, 2003/04, 2013/14
- Второ място (2): 1955/56, 1958/59

- Серия Ц

- Шампиони (1): 1941/42

- Серия Ц1

- Шампиони (2): 1992/93, 2000/01
- Второ място (2): 1984/85, 1990/91

- Серия Ц2

- Шампиони (1): 1987/88

- Прима Дивизионе

- Шампиони (1): 1929/30

- Копа Италия Серия Ц

- Шампиони (1): 1992/93
- Второ място (3): 1987/88, 1989/90, 1990/91

- Копа Федерале Сицилиана

- Шампиони (1): 1920

- Уитакър Чалиндж Къп

- Шампиони (1): 1908

- Липтън Чалиндж Къп

- Шампиони (5): 1910, 1912, 1913, 1914, 1915